# Monasterio Servitano

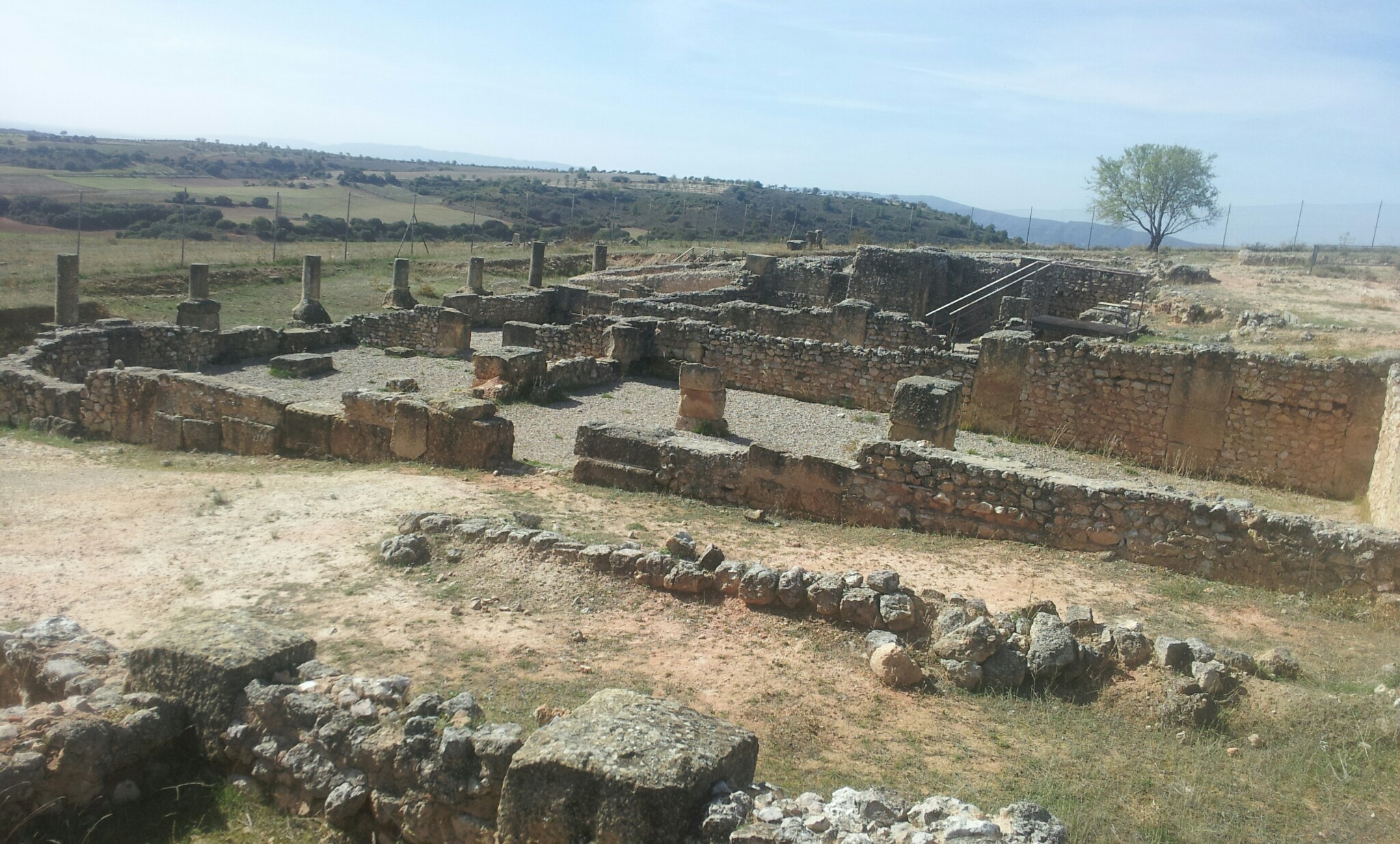
Termas de la antigua ciudad romana de Ercávica.

El monasterio Servitano (en latín: monasterium Servitanum) fue fundado en la segunda mitad del siglo VI por el monje Donato “el Africano”, que había sido expulsado del África romana durante una de las persecuciones vándalas.

## Historia
Al monasterio Servitano se le conoce fundamentalmente a través de las referencias de los santos Isidoro e Ildefonso a su fundador y a uno de sus discípulos, Eutropio, que le sucedió como abad, y que participó como uno de los organizadores del III Concilio de Toledo de 589.
Según fuentes contemporáneas, Donato y el monasterio, aparecen en el Chronicon de Juan de Biclaro donde se menciona que el abad floreció en el año 571, y:
“Donatus, abbas monasterii Servitani mirabilium operator clarus habetur” ("Donato, abad del monasterio Servitano, es considerado un famoso hacedor de milagros.").
y en el De viris illustribus de San Ildefonso, donde el que se traza brevemente su biografía.
Donato se trasladó al reino visigodo de Toledo llevando consigo setenta monjes y gran cantidad de manuscritos. Una mujer noble llamada Minicea les asistió, ayudándoles a fundar el monasterio Servitano. La ubicación exacta del monasterio, aunque se ha especulado con ella, parece ser que se levantó en las afueras de la antigua ciudad romana de Ercávica, hoy en la provincia de Cuenca (España).
La regla que se introdujo en el monasterio debe haberse basado en la que se usaba entre los monjes norteafricanos en torno a San Agustín, lo que llevó a que los miembros de esta comunidad estén relacionados con los agustinos. Los monjes debían seguir la disciplina de San Agustín que había predicado en su In octavo civitatis Dei libro. Ercávica, que llegó a tener estatuto de municipio llegó a ser sede titular durante el Reino visigodo de Toledo. Donato y sus seguidores crearon la comunidad de servidores de Dios (Servi Dei), lo que daría lugar al nombre de Monasterio Servitano.
A su muerte, Donato fue enterrado en la cripta de la iglesia del monasterio.